# Psychotria lindleyana
Psychotria lindleyana är en måreväxtart som beskrevs av Johannes Müller Argoviensis. Psychotria lindleyana ingår i släktet Psychotria och familjen måreväxter. Inga underarter finns listade i Catalogue of Life.